# Zeta d'Hèrcules
Zeta d'Hèrcules (ζ Herculis) és el segon estel més brillant a la constel·lació d'Hèrcules amb magnitud aparent +2,89.
Zeta d'Hèrcules és una estrella binària espectroscòpica relativament propera a la Terra, a només 35 anys llum de distància. L'estel principal, Zeta d'Hèrcules A (GJ 635 A), és un estel groc de tipus espectral G0IV i 5780 K de temperatura, que està abandonant la seqüència principal per convertir-se en un estel gegant. En conseqüència, encara que de tipus espectral similar al Sol, és 6 vegades més lluminós que aquest i el seu diàmetre és 2,5 vegades major.
L'altra component del sistema, Zeta d'Hèrcules B (GJ 635 B), està separada una mitjana de 15 ua i empra 34,5 anys a completar una òrbita entorn de l'estel principal. És una nana groga una mica més petita i freda que el Sol, el seu tipus espectral és G7V. L'excentricitat de l'òrbita fa que la separació entre els dos estels varie entre 8 i 21 ua.
El sistema forma part de l'Associació estel·lar de Zeta Herculis, estels amb un origen comú i amb un moviment similar per l'espai. Aquest grup inclou a φ2 Pavonis, ζ Reticuli, 1 Hydrae, Gliese 456, Gliese 678 i Gliese 9079.